# Earias turana
Earias turana är en fjärilsart som beskrevs av Grum-grshimailo 1899. Earias turana ingår i släktet Earias och familjen trågspinnare. Inga underarter finns listade i Catalogue of Life.